# Orizânia
Orizânia este un oraș în Minas Gerais (MG), Brazilia.